# Karl Sigismund Kramer
Karl Sigismund Kramer (* 16. September 1759 in Harsleben; † 4. Januar 1808 in Halberstadt) war ein deutscher Arzt, Schriftsteller und Übersetzer.

## Leben
Kramers Vater war der Gutsbesitzer Matthias Christoph Kramer (1727–1799) aus Halberstadt, seine Mutter Sophie Charlotte Rostosky (1740–1799) stammte ebenfalls von dort. Nach dem Besuch des Gymnasiums in Quedlinburg, studierte er ab 1779 Medizin in Halle an der Saale. Anfang April 1781 wechselte er an die Universität Göttingen. Nach Halle zurückgekehrt, wurde er im Herbst 1783 an der medizinischen Fakultät promoviert.
Er praktizierte zunächst in Aschersleben, kam 1784 nach Halberstadt, wo er im Laufe der 1790er Jahre Stadtphysicus wurde und bis zu seinem Tode blieb. 1785 wurde er Mitglied der im selben Jahr gegründeten Literarischen Gesellschaft. Er begann eigene Schriften zu veröffentlichen, vor allem aber übersetzte er Texte aus den Bereichen Literatur, Geschichte und Medizin aus dem Englischen, dem Französischen und dem Italienischen. Er war mit dem in Halberstadt stationierten preußischen Offizier und Dichter Franz von Kleist (1769–1797) befreundet, der ihm 1792 die Ode Apollonia – An Herrn Doktor Kramer widmete. Im Jahre 1800 wurde er zum königlich preußischen Medizinalrat ernannt. Er starb an einem „hitzigen Nervenfieber“.

## Familie
Am 13. Juni 1791 heiratete er in Derenburg Julie Adam (1768–1846) aus Halberstadt, Tochter des Handschuhfabrikanten Jean-Henri Adam (1730–1791) und der Marie Béchier (* 1734), beide waren französischer Herkunft.
Aus seiner Ehe gingen acht Kinder hervor, von denen eins früh starb.
- Wilhelm Kramer (* 17. Dezember 1801; † 7. Dezember 1875) wurde Ohrenarzt und starb in Berlin.[1]
- Gustav Kramer (1806–1888) wurde Gymnasiallehrer und Direktor der Franckeschen Stiftungen in Halle an der Saale.

## Schriften
- De medicina populari. consensu atque auctoritate gratiosi ordinis medici pro gradu doctoris medicinae ac chirurgiae legitime impetrando d. XXVII septembr. Dissertation. Grunert, Halle 1783.
- Rede über den Zustand der schönen Wissenschaften unter Friedrich dem Könige … 1786.
- Andenken an große Teutsche Männer, ein Mittel zur Erweckung des Patriotismus. 1790.
- Kleine Erzählungen und Sittengemählde. 1797.

## Übersetzungen
- Armstrong’s Kunst die Gesundheit zu erhalten. Füeßly, Zürich 1788.
- Maria, Königin von Schottland. Ein Trauerspiel von Johann Sanct John. 1790.
- Rinaldo und Armide, eine Episode aus Tasso’s befreytem Jerusalem. 1790.
- Anekdoten und Charakterzüge: 1. D’Alembert und seine Amme; 2. Philosoph Terrasson. 1791.
- Thomas Beddoes: Über die Ursachen, frühen Zeichen und die Verhütung der Lungensucht, zur Belehrung  für Aeltern und Erzieher. Groß, Halberstadt 1802.
- Bericht der Committee des Britischen Unterhauses, über die Bittschrift des Doctors Jenner, in Betreff seiner wichtigen Entdeckung der Kuhpockenimpfung. Groß, Halberstadt 1803.